# Vladár Gábor
Nagycsepcsényi és mutnai Vladár Gábor (Bia, 1881. október 14. – Budapest, 1972. július 19.) jogász, kúriai tanácselnök, igazságügyi miniszter, a Magyar Tudományos Akadémia levelező tagja.
| Vladár Gábor                              | Vladár Gábor                              |
| Kattints az alábbi külső linkek egyikére! | Kattints az alábbi külső linkek egyikére! |
| ----------------------------------------- | ----------------------------------------- |
| Nem található szabad kép.(?)              |                                           |
| külső link · jogvédett                    | Vladár Gábor fényképe                     |

## Élete
A régi nemesi származású nagycsepcsényi és mutnai Vladár család sarja. Édesapja nagycsepcsényi és mutnai Vladár Lajos, édesanyja Emperl Anna (1846–1934) volt. Vladár Gábor evangélikus vallású, keresztyéni világszemléletű ember volt. Az apai nagyszülei idősebb nagycsepcsényi és mutnai Vladár Lajos (1792–1871), földbirtokos, valamint udvardi és kossuthfalvi Kossuth Terézia (1800–1852) voltak. Anyai nagyapja Emperl József (1807–1889) uradalmi intéző volt.
A Budapesti Tudományegyetemen szerzett államtudományi és jogi doktori diplomát.
1911. július 22-én a Ferencvárosban házasságot kötött fáji Fáy Berta Mária Annával, fáji Fáy Dezső és gombai Szabó Berta lányával.
1918-tól az igazságügyi minisztériumban dolgozott miniszteri titkárként, ezt követően a magánjogi, majd 1929-től, Térfy Gyula halála után a törvényelőkészítő ügyosztály vezetője volt. Részt vett a magánjogi törvénykönyv-javaslat (1928) megalkotásában, továbbá számos törvény és rendelet megszövegezésében.
A második világháború vége felé konfliktusba került a kormányzattal, amikor a Belügyminisztérium azt követelte az igazságügyi tárcától, hogy rendelettel tegye lehetővé a büntetés-végrehajtási és más szabadságvesztési intézményekben fogva tartott zsidók átadását a csendőrségnek. Miután a fogva tartás bírói döntés alapján lehetségessé vált, Vladár megtagadta a belügyi tárca kérését és lemondott osztályvezetői állásáról.
Lemondása után Horthy kormányzó felkérte az igazságügyi tárca élére, 1944. augusztus 29-től a Lakatos-kormány igazságügyi minisztere lett.
Az 1944. október 14-i déli minisztertanácsot követően ő adta ki a délutáni órákban a baloldali sajtó engedélyezésére és a szélsőjobboldali sajtó betiltására, valamint a politikai foglyok szabadon bocsátására vonatkozó rendeletet. Minisztersége alatt személyesen vett részt a Gestapo által elhurcolt Bajcsy-Zsilinszky Endre, ifjabb Tildy Zoltán és Peyer Károly kiszabadításában. A svéd Vöröskereszt megbízottja később elismeréssel emlékezett a miniszter erőfeszítéseire, amelyeknek köszönhetően védleveleket bocsátottak ki üldözött zsidóknak.
1944. október 16-ig, a nyilas puccsig volt miniszter. 

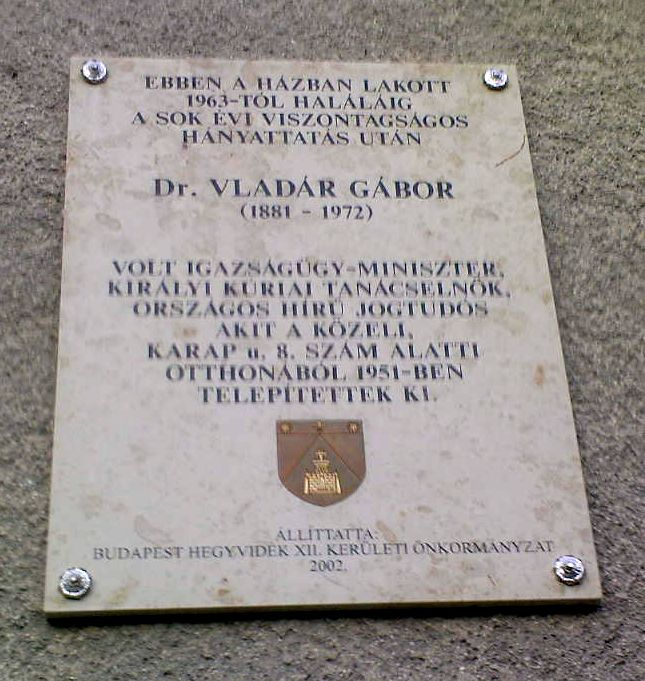
Vladár Gábor emléktáblája a budapesti Goldmark Károly utcában

A nyilas hatalom időszakában bujkálnia kellett, de a háború után sem vállalhatott közéleti szerepet. 1951-ben családjával együtt kitelepítették.

## Tisztségei
Tagja volt a Fővárosi Közmunkák Tanácsának.
1939-ben a Magyar Tudományos Akadémia levelező tagjává választotta.

## Művei
- Magyarország hatályos törvényei, kiegészítve a törvényeket módosító jogszabályokkal (I–III., Bp., 1943–44)
- Az igazságügyi igazgatás és a bíráskodás kívánalmai; Egyetemi Nyomda, Bp., 1937
- Az Országos Bírói és Ügyészi Egyesület 30 évének mérlege; Stádium Nyomda, Bp., 1937
- A jog elhajlása az élettől; Attila Nyomda, Bp., 1938 (Az Országos Nemzeti Klub kiadványai)
- Tudományos munka-e a jogszabály-előkészítés?; Franklin Nyomda, Bp., 1939
- Az állam hivatása az egyház tanítása szerint; Ludvig Nyomda, Miskolc, 1940 (Miskolci Jogászélet könyvtára. Új sorozat)
- Fejlődik-e jogunk vagy tesped?; Attila Nyomda, Bp., 1940 (Az Országos Nemzeti Klub kiadványai)
- Gyámhatóságok és bíróságok kapcsolata; s.n., Bp., 1943
- Magyarország hatályos törvényei kiegészítve a törvényeket módosító jogszabályokkal; szerk. Vladár Gábor; Grill, Bp., 1943-1944
- Juhász Andor; Attila Nyomda, Bp., 1944
- Az egyház és az állam viszonya; Luther-Szövetség, Bp., 1947 (A Budapest-kelenföldi Evangélikus Egyházközség kiadványai)
- Visszaemlékezéseim; Püski, Bp., 1997